# Incidência (direito)
No Direito, a incidência refere-se ao fenômeno da adequação da situação fática à norma genérica prévia.
Para alguns doutrinadores, dentre os quais Pontes de Miranda, seria o efeito infalível da norma jurídica de transformar os fatos previstos por ela em fatos jurídicos. São três os efeitos da incidência: (a) juridicizar; (b) desjuridicizar; e (b) pré-excluir a juridicização.
Para outros estudiosos, tais como Paulo de Barros Carvalho, seria sinônimo de "aplicação" da norma jurídica a um caso concreto feita em linguagem competente por uma autoridade, no processo de positivação do direito. Noutras palavras, nega-se aqui a aplicação clássica do conceito de incidência.
Para Pontes de Miranda, as normas jurídicas possuem em sua estrutura lógica duas proposições: a antecedente, denominada por ele de suporte fáctico, descreveria os fatos relevantes para o direito; a conseqüente, denominada por ele de preceito, disporia sobre os efeitos jurídicos que decorreriam dos fatos juridicizados. Lourival Vilanova denomina o antecedente de "descritor" e o conseqüente de "prescritor" e afirma que as duas proposições se interligam pelo conectivo "dever-ser", o que faz a estrutura lógica da norma jurídica ser um enunciado deôntico.
A incidência, ainda segundo Pontes de Miranda, ocorreria infalivelmente, no mundo do pensamento. Coube a Adriano Soares da Costa demonstrar que o mundo do pensamento seria o mundo 3 de Karl Popper, ou seja, o mundo ideal vivenciado intersubjetivamente, para além do sujeito (mundo mental) ou dos objetos reais (mundo real). Assim, a incidência da norma jurídica é efeito do simbolismo jurídico, dentro do horizonte comum da comunidade do discurso, independentemente da aplicação concreta. A aplicação deve se adequar a incidência, embora muitas vezes ocorra o a dissociação entre incidência e aplicação.